# Rubanivske, Vasîlkivka
Rubanivske (în ucraineană Рубанівське) este un sat în așezarea urbană Pîsmenne din raionul Vasîlkivka, regiunea Dnipropetrovsk, Ucraina.

## Demografie
Componența lingvistică a localității Rubanivske
     Ucraineană (92,7%)
     Rusă (5,15%)
     Alte limbi (1,29%)
Conform recensământului din 2001, majoritatea populației localității Rubanivske era vorbitoare de ucraineană (92,7%), existând în minoritate și vorbitori de rusă (5,15%).